# Aleksandra & Konstantin
Aleksandra & Konstantin é um duo musical bielorrusso, constituído por pela cantora Aleksandra Kirsanova e o guitarrista Konstantin Drapezo. Eles foram os primeiros representantes da Bielorrússia no Festival Eurovisão da Canção em 2004. Participaram na semifinal com a canção "My Galileo" (" O meu Galileu/"Meu Galileu") . Participaram na semifinal, terminando em 19.º lugar (entre 22 participantes9, tendo recebido um total de 19 pontos. Devido a este resultado, foi eliminada da final. 
O duo formou-se em 1998 em Borisov, Bielorrússia. As suas primeiras atuações consistiam em interpretar covers de canções famosas de  jazz, country ou blues, que eram geralmente interpretadas em inglês.
Em  2000,ganharam um concurso de jovens talentos, organizado pela   Belaruskaja Tele-Radio Campanija, tendo a oportunidade de gravar o seu primeiro álbum em seus estúdios de gravação. Logo a seguir ao lançamento do álbum fizeram vários concertos pela Bielorrússia. Rússia, Ucrânia, Estónia, Polónia e Alemanha, tendo ganho vários galardões em festivais de música, tanto na Bielorrússia, como noutros países.

## Discografia

### Álbuns
- "Za likhimi za marazami" (Ковчег, 2001)
- "Sojka" (2003)
- "A&K Liepšaje" (West Records, 2004)
- "Aŭtanomnaja Navіhacyja" (West Records, 2006)
- "Kluchi zlatya" (Vigma, 2010)
- "М1" (Vigma, 2013)[2]

### EPs
- "My Galileo. The Best" (2004)
- "Масьленіца" (2011)[3]